# Antoni Gràcia i López
Antoni Gràcia i López (Barcelona, 10 de febrer de 1917 - Barcelona, 15 de maig de 2002) fou un futbolista català de la dècada de 1940.
Va néixer al barri de Poblenou, començant a practicar el futbol al principal club del barri, el CE Júpiter, on ingressà el 1928 amb 11 anys, romanent-hi fins als 17. Després d'uns anys apartat del futbol, amb 20 anys retornà al Júpiter (reanomenat CD Hèrcules per les autoritats franquistes acabada la Guerra Civil), fins que el 1939 ingressà al FC Barcelona, club on jugà durant quatre temporades, fins al 1943. Disputà 45 partits de lliga amb el club en els quals marcà 16 gols, i en el seu palmarès destaca una Copa l'any 1942. A continuació fou cedit al CE Sabadell dues temporades a canvi del fitxatge de Joan Sans i Alsina, jugant a Primera 34 partits en els quals marcà 9 gols. Tornà al Barça, però el mes d'octubre de 1945 obtingué la baixa del club i fitxà pel CD Tortosa per una temporada. El 1946 tornà al CE Júpiter, on hi romangué fins a 1948. Posteriorment jugà a la UE Sants i passà les seves cinc darreres temporades en actiu al CF Calella. Jugà 2 partits amb la selecció catalana de futbol en els quals marcà dos gols. El primer es disputà a l'estadi Adolf Hitler de Stuttgart el 6 de juliol de 1941, i la selecció de Catalunya guanyà la de Stuttgart per 1 a 2. L'any 1956 fou objecte d'un homenatge per part dels seus companys de professió.

## Palmarès
- Copa espanyola:
  - 1942